# Penllergaer
Penllergaer (en anglais) ou Penlle'r-gaer (en gallois) est un village et une communauté de la cité et comté de Swansea, au pays de Galles.

## Géographie
Penllergaer est situé à 3 km à l'est du centre-ville de Gorseinon et 9 km au nord-ouest du centre-ville de Swansea. L'autoroute M4 délimite le territoire de la communauté au nord.

## Démographie
Au recensement de 2011, la communauté de Penllergaer comptait 2 868 habitants.